# Oncorhynchus keta
Pour les articles homonymes, voir Keta.
Espèce
Le saumon du Pacifique, saumon kéta ou saumon chien (Oncorhynchus keta) est une espèce de poissons de la famille des salmonidés.

## Caractéristiques
La taille du saumon kéta peut atteindre 1 m, et son poids dépasser 15 kg. En mer, il affecte une couleur d'un bleu-vert brillant. Contrairement à d'autres espèces de saumon du Pacifique, il n'est aucunement tacheté. Les sujets de grande taille présentent une dorsale bleu acier. En eau douce, les mâles ont le dos couleur vert olive à noir, avec des faces latérales gris-rouge zébrées de raies vertes, et un ventre gris-foncé. Les femelles ont une coloration tout aussi contrastée, mais sans caractères généraux connus.
La nageoire dorsale, d'une seule pièce, comporte 10 à 14 rayons : la nageoire anale, 13 à 17.

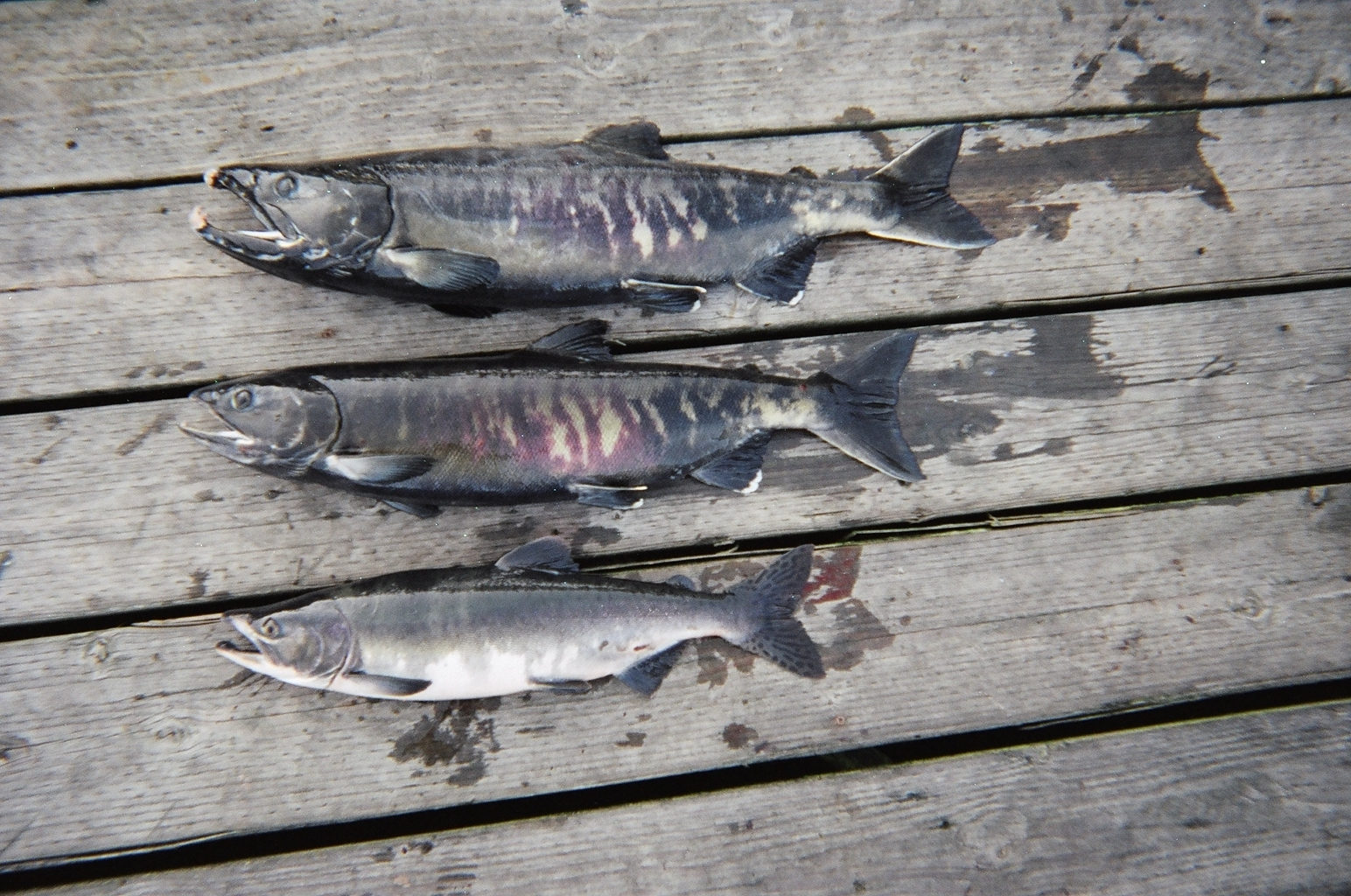
Saumons kéta mâle, femelle et saumon rose à bosse

## Répartition
Le saumon kéta prospère le long de la côte pacifique de l'Alaska à l'Orégon. Il est en moins grand nombre au large de la Californie (à peu près jusqu'à San Diego), en mer de Bering et d'Okhotsk, où on le trouve jusqu'au Japon et en Corée. C'est une faible part de la population qui franchit le détroit de Béring et atteint ainsi la mer des Tchouktches, la mer de Sibérie orientale et les fleuves sibériens se déversant dans la mer des Laptev et la mer de Beaufort, ou les côtes de Mackenzie dans l'arctique canadien.